# Sommer-Paralympics 2012/Teilnehmer (Dschibuti)
| stlisierte Goldmedaille | stlisierte Silbermedaille | stlisierte Bronzemedaille |
| ----------------------- | ------------------------- | ------------------------- |
| —                       | —                         | —                         |

Dschibuti entsandte zu den Paralympischen Sommerspielen 2012 in London einen Athleten. Houssein Omar Hassan war der bis dato erste und bis heute einzige paralympische Athlet aus Dschibuti. Als solcher fungierte er auch Flaggenträger.

## Hintergrund
Für das ostafrikanische Land Dschibuti war die Teilnahme von Houssein Omar Hassan am Mittelstreckenlauf in der Kategorie T46 (für „Oberarmamputierte, Unterarmverlust und diesen Einschränkungen Gleichgestellte“) die Premiere bei den Paralympischen Spielen. Zugleich war es die bislang letzte Teilnahme des Landes.

## Teilnehmer nach Sportart

### Leichtathletik
Während des Vorlaufs verletzte sich Houssein Omar Hassan am Fuß. Trotz erheblicher Schmerzen konnte er unter dem Jubel des Stadions seinen Lauf sechs Minuten nach dem Rest des Teilnehmerfeldes beenden.
| Houssein Omar Hassan | 1500 m (T46) | 11:23,50 min | 8 | ausgeschieden | ausgeschieden | ausgeschieden | ausgeschieden | ausgeschieden | ausgeschieden | ausgeschieden |